# Норберто Обербургер
Норберто Обербургер (італ. Norberto Oberburger, 1 грудня 1960) — італійський важкоатлет.
Олімпійський чемпіон 1984 року в категорії до 110 кг.
Бронзовий призер Чемпіонату світу 1985 року в категорії до 110 кг.
Срібний призер Чемпіонату Європи 1984 року в категорії до 110 кг, бронзовий призер 1986 року в категорії до 110 кг.